# Trapa nedoluzhkoi
Trapa nedoluzhkoi är en fackelblomsväxtart som beskrevs av Pshenn.. Trapa nedoluzhkoi ingår i släktet sjönötter, och familjen fackelblomsväxter. Inga underarter finns listade i Catalogue of Life.